# Сеџада
Сеџада (серџада, постекија, постећија) је молитвена простирка коју доминантно муслимани користе приликом својих молитви. Оквирних димензија је 100 х 50 cm. С обзиром да се током молитве клечи и клања, додиривањем тла челом, и то у тачно одређено доба дана, без обзира где се верник затекао, сеџада има и практичну употребу.
Сваки муслиман има своју личну сеџаду, коју користи, више пута дневно, искључиво за религиозне потребе.
Сеџада служи и као украс у кући, правоугаоног је облика. 